# Andris Smirnovs
Andris Smirnovs (6 de febrero de 1990) es un ciclista profesional letón que corre en el equipo letón Rietumu-Delfin tras haber corrido unos meses en el belga del Doltcini-Flanders. Pasó a profesionales en 2012 tras destacar en 2011 en varias pruebas profesionales de Centroeuropa ganando el Central European Tour Budapest G. P. y el Kernen Omloop Echt-Susteren entre otros buenos resultados.

## Palmarés
2011 (como amateur)
- Central European Tour Budapest G. P.
- Kernen Omloop Echt-Susteren

2012
- Challenges Marche Verte-G. P. Oued Eddahab

2013
- 1 etapa del Baltic Chain Tour

2015
- 3.º en el Campeonato de Letonia en Ruta

## Equipos
- Rietumu-Delfin (2012)
- Doltcini-Flanders (2013)[2]
- Rietumu-Delfin (2013[3] -2015)
- Alpha Baltic-Maratoni.lv (2016)